# TAAGアンゴラ航空
TAAG アンゴラ航空（葡: TAAG Linhas Aéreas de Angola）は、アンゴラ共和国の航空会社。1938年に創業し同国のフラッグキャリアである。

## 歴史
- 1940年に「DTA」（葡: Divisão dos Transportes Aéreos）として運航を開始。
- 1951年に国際航空運送協会（ITA）に加盟した[1]。
- 1961年、フォッカーF-27を2機発注し、1962年に受領した[2]。
- 1973年10月、現社名「TAAGアンゴラ航空」へ社名を変更した。当時の株主は、アンゴラ政府(51%)、TAPポルトガル航空(29%)、元DTA従業員(20%)という構成だった。
- 1974年、4機のボーイング737-200を発注した。
- 1974年、セーブルアンテロープをデザインした新ロゴ、新塗装を発表した。
- 1975年、アンゴラがポルトガルから独立し、アンゴラのフラッグキャリアになった。
- 1975年11月、ボーイング737-200型機の初号機を受領した。
- しかし、内戦による禁輸措置が行われ、1976年1月、2機のボーイング737-200の受領が、アメリカ合衆国国務省によって阻止された[3][4]。
- 1977年後半、元ブリティッシュ・カレドニアン・エアウェイズのボーイング707-320を購入した。
- 1978年、フォッカーから中古のF27を2機取得した。
- 1979年、ボーイング737を追加発注した。
- 1980年6月8日、Yak-40(登録番号D2-TYC)がマタラ近郊で墜落し、乗員19名全員が死亡した。
- 1981年5月16日、ロッキードL-100-20ハーキュリーズ(登録番号D2-EAS)に搭乗していた4人の乗組員が死亡する事故が発生した。
- 1982年11月29日にモンテビバラでアントノフAn126が事故を起こし、15人が命を落とした。
- 1983年11月8日、ルバンゴでボーイング737-200型機(D2-TBN)が墜落し、130人の死者を出した。
- 1988年7月21日、ボーイング707貨物機が、ムルタラ・ムハンマド国際空港近辺で墜落し、6人の乗組員が命を落とした[5]。
- 1995年1月31日、ボーイング727-200型機(登録番号D2-TJB)がウアンボに着陸中に墜落した。
- 1997年、シンガポール航空からボーイング747-300を2機購入した[6]。
- 2005年7月、ボーイング747-300とボーイング737-200を置き換えるため、ボーイング777-200ER型機3機とボーイング737-700型機4機を発注した[7]。
- 2007年6月28日付けでEUから整備不良で安全性に問題があり、航空会社としてEU圏内への乗り入れが全面的に禁じられた[8][9]。なお、報復として、アンゴラはブリティッシュ・エアウェイズがアンゴラ内への着陸を禁止した[10]。また、南アフリカ航空(SAA)からボーイング747-400型機をウェットリースしてヨーロッパ路線を運航した。
- 2009年7月3日付けで、ポルトガルへの飛行のみ許可され、また、ボーイング777に限りEU圏内乗り入れ禁止が解除された。
- 2010年3月30日には厳しい条件の下で全てのEU加盟国への就航が認められた[11][12]。あわせて、ボーイング747-400を南アフリカ航空に返還した。
- 2010年12月、ボーイング777-200ERの複数エンジン事故により、同型機3機を運航停止した[13][14]。
- 2011年6月、ボーイング777-300ERをアフリカの航空会社として初めて受領した[15][16]。
- 2012年4月、ボーイング777-300ERを3機追加発注した[17][18][19]。
- 2014年9月下旬、エミレーツ航空とアンゴラ政府との間で提携契約が締結され、コードシェアを開始した[20][21]。
- 2017年、エミレーツ航空との提携を終了。
- 2019年4月17日、EU上空飛行一部機材禁止措置は完全に解除され、すべての航空機がEU加盟国への飛行を許可された。
- 2023年、15機のエアバスA220を発注した。
- 2023年4月、ブラジルの格安航空会社ゴル航空とコードシェア契約を結んだ[22]。
- 2023年後半、ボーイング787-9と、より大型の787-10を2機ずつ発注した[23]。
- クアトロ・デ・フェベレイロ空港をハブ空港として使用しているが、2024年に開業したドクターアントニオ・アゴスティーニョ・ネト国際空港に段階的にハブ機能を移転する予定。2024年11月10日に新空港への就航を開始した。

## 就航路線
| アンゴラ国内 | アンゴラ国内                 |
| --- | ---------------------------- |
| ルアンダ（ハブ空港）、クアトロ・デ・フェベレイロ（拠点空港）、カビンダ、カタンベラ、ルエナ、ナミベ、ルバンゴ、メノングエ、クイト、オンギヴァ、ウアンボ、ドゥンド、サウリモ、ソヨ |                              |
| 国際線 |                              |
| アフリカ |                              |
| モザンビーク | マプト                       |
| サントメ・プリンシペ | サントメ                     |
| ナイジェリア | ラゴス                       |
| 南アフリカ共和国 | ケープタウン、ヨハネスブルグ |
| コンゴ共和国 | ブラザビル                   |
| コンゴ民主共和国 | キンシャサ                   |
| ナミビア | ウィンドフック               |
| ヨーロッパ |                              |
| スペイン | マドリード                   |
| ポルトガル | リスボン、ボルト             |
| 南米 |                              |
| ブラジル | サンパウロ                   |

## コードシェア提携
- エールフランス
- ナミビア航空
- ブリティッシュ・エアウェイズ
- ブリュッセル航空
- ケニア航空
- LAMモザンビーク航空
- ルフトハンザドイツ航空
- ロイヤル・エア・モロッコ

## 機材
TAAGアンゴラ航空が発注したボーイング社製航空機の顧客番号（カスタマーコード）はM2で、航空機の形式名は737-7M2,777-3M2ERなどとなる。

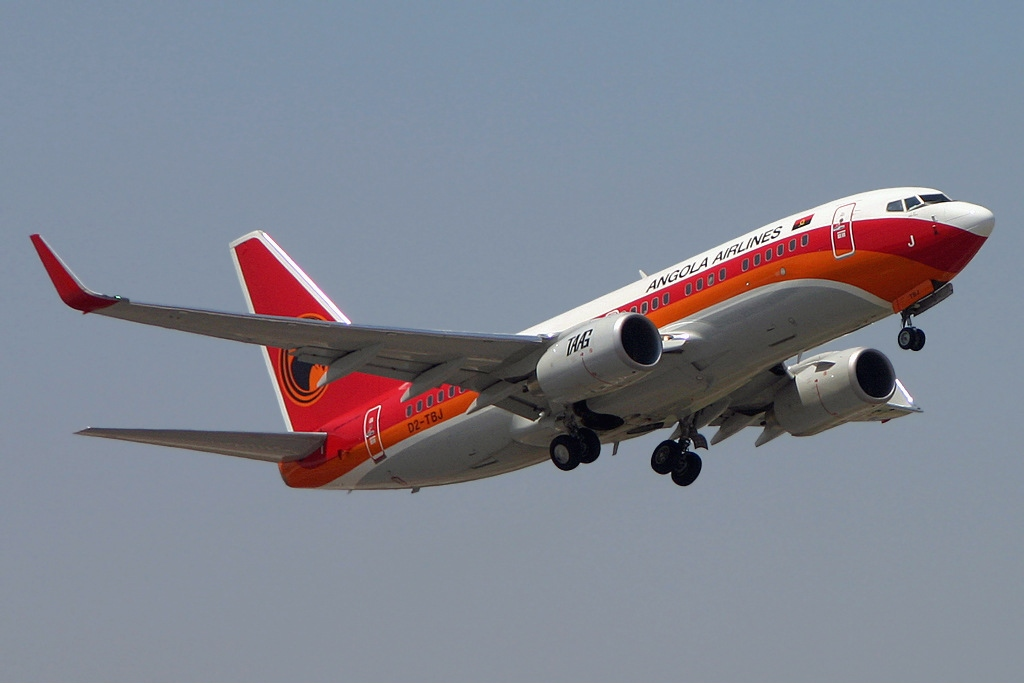
ボーイング737-700
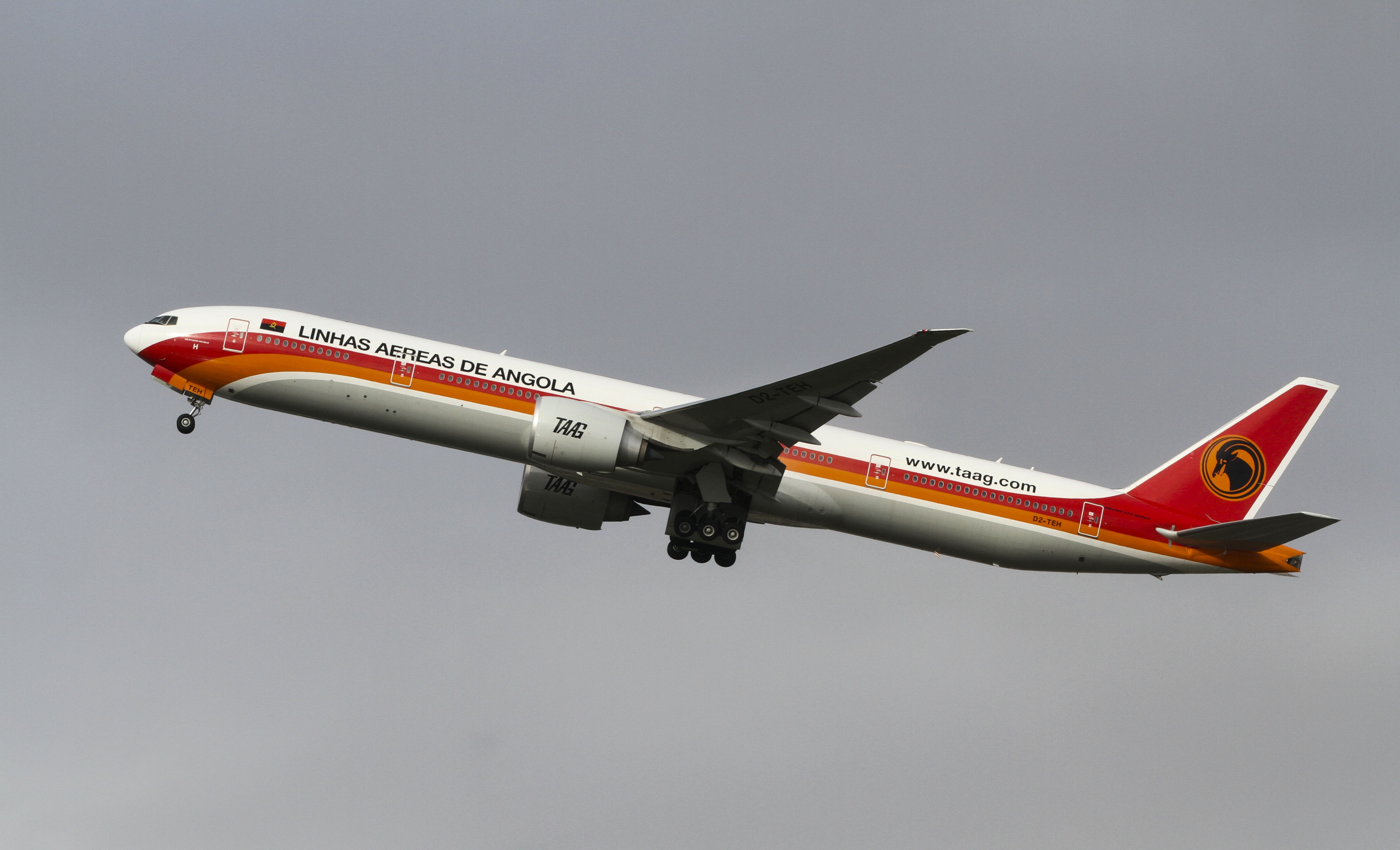
ボーイング777-300ER

| 機種                             | 保有数 | 発注数 | 座席数 | 座席数 | 座席数 | 座席数 | 備考                                      |
| 機種                             | 保有数 | 発注数 | F      | C      | Y      | 計     | 備考                                      |
| -------------------------------- | ------ | ------ | ------ | ------ | ------ | ------ | ----------------------------------------- |
| エアバスA220-300                 | 3      | 12     | -      | 12     | 125    | 137    | 737-700を置き換え予定                     |
| ボーイング737-700                | 8      | -      | -      | 12     | 108    | 120    | うち1機(D2-TBK)はQC（貨客急速転換型）機材 |
| ボーイング777-200ER              | 3      | -      | 14     | 51     | 170    | 235    |                                           |
| ボーイング777-300ER              | 5      | -      | 12     | 56     | 225    | 293    |                                           |
| ボーイング777-300ER              | 5      | -      | 8      | 53     | 228    | 289    |                                           |
| ボーイング787-9                  | 1      | 1      | 16     | 21     | 276    | 313    |                                           |
| ボーイング787-10                 | -      | 2      | 未定   | 未定   | 未定   | 未定   |                                           |
| デ・ハビランド・カナダ DHC-8-400 | 6      | -      | -      | 10     | 64     | 74     |                                           |
| 貨物                             |        |        |        |        |        |        |                                           |
| ボーイング737-800                | 1      | -      | 貨物   | 貨物   | 貨物   | 貨物   |                                           |
| 合計                             | 27     | 15     |        |        |        |        |                                           |

- ボーイング737-700
- ボーイング777-300ER

### 過去の保有機材
- ダグラスDC-8

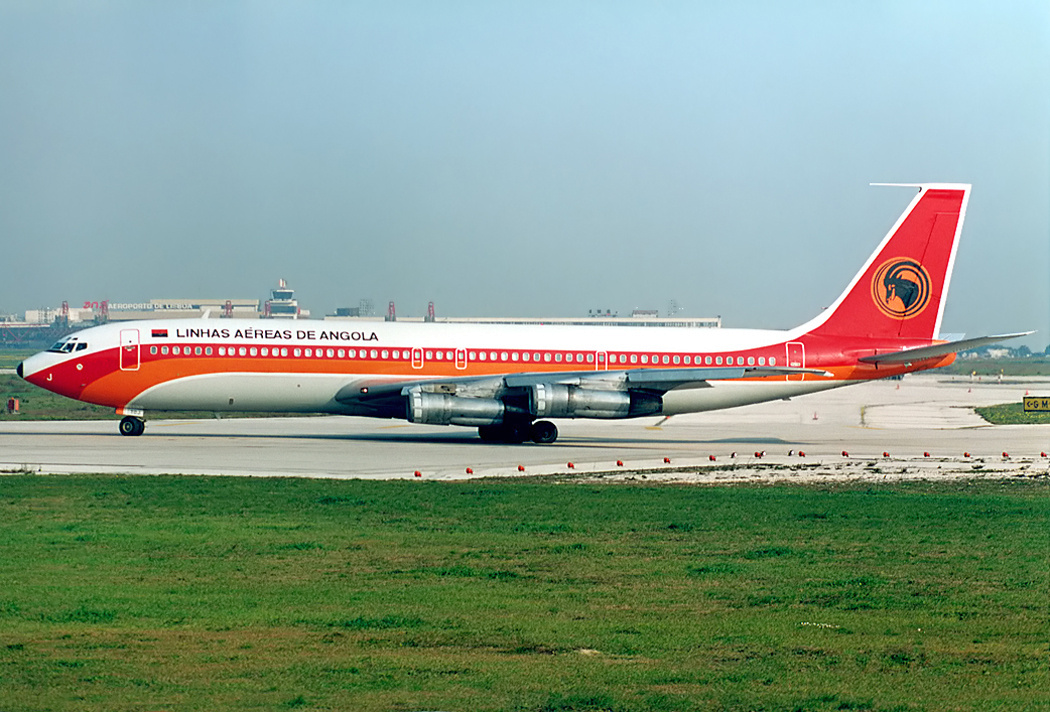
ボーイング707-320
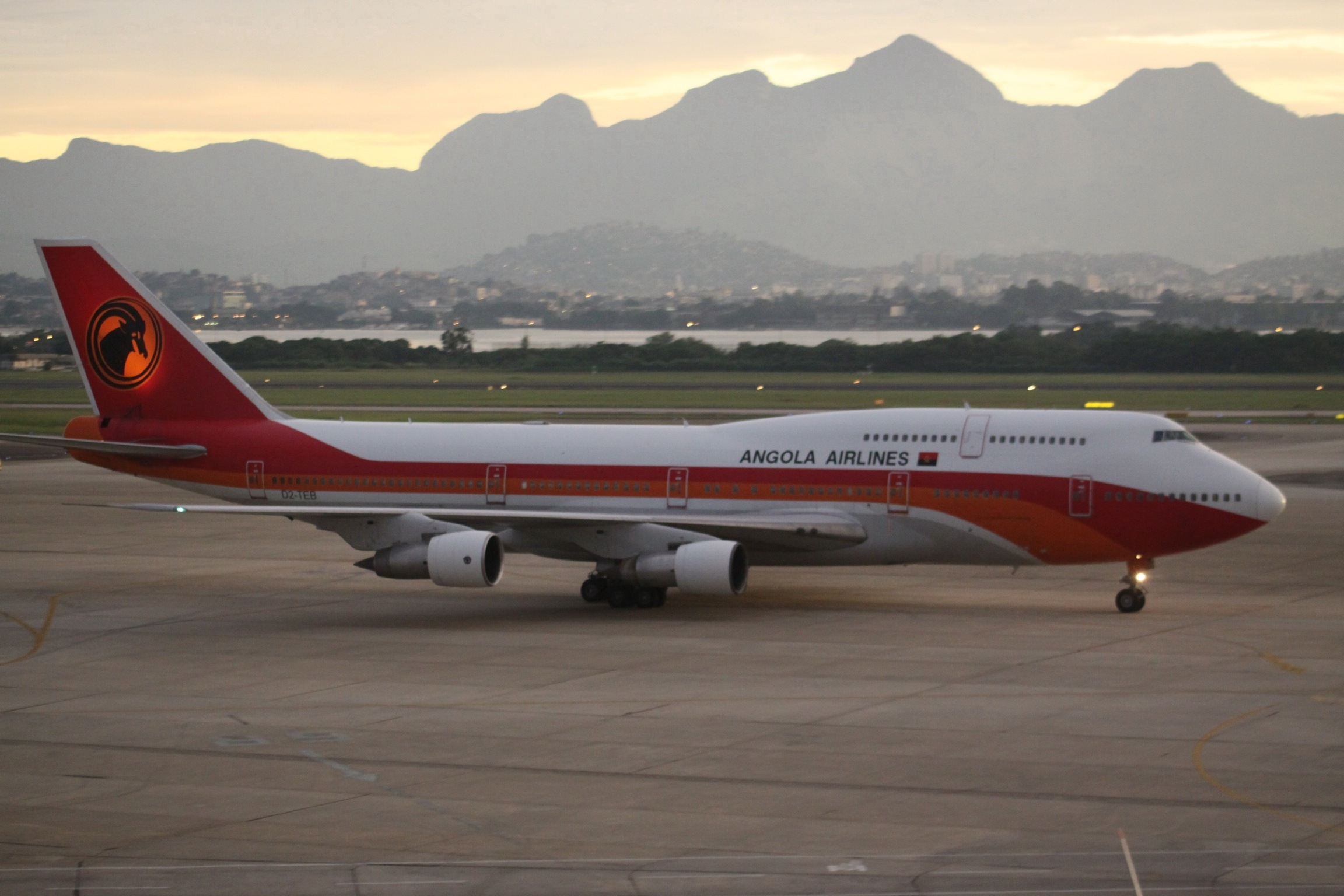
ボーイング727-200
- ボーイング737-200
- ボーイング747-300
- ボーイング747-400
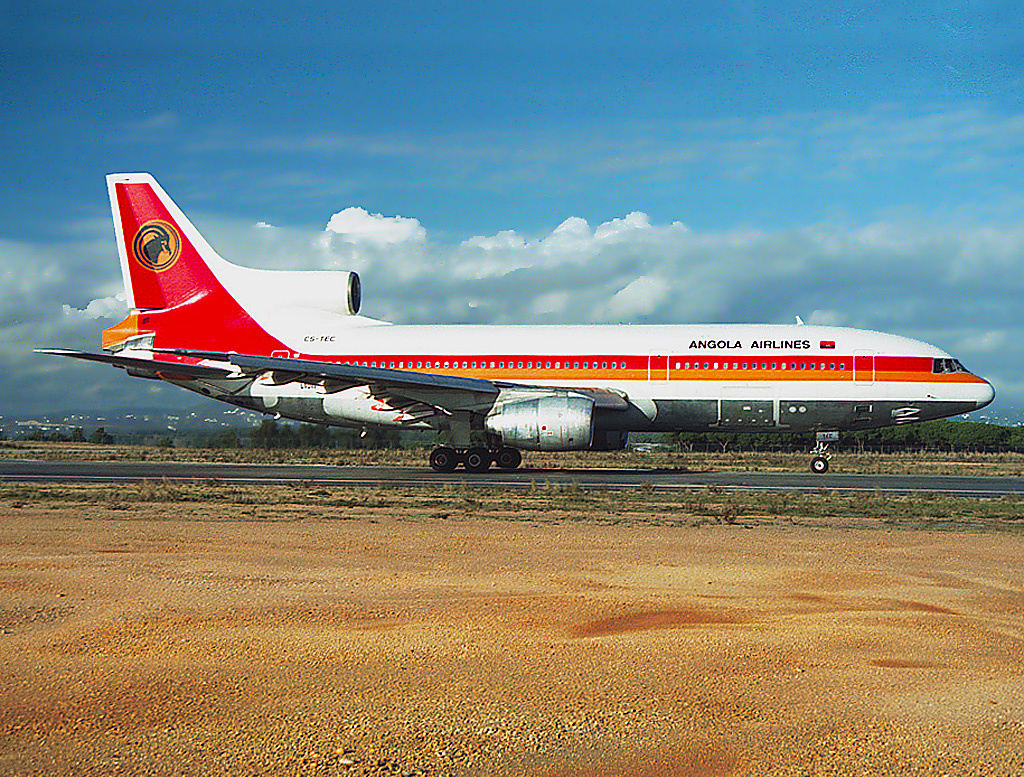
ロッキードL1011トライスター
- エアバスA330-200
- エアバスA330-300
- エアバスA340-300
- イリューシンIl‐62M
- アントノフAn-26

- ボーイング707-320
- ボーイング747-300
- ロッキードL1011トライスター